# 23 Orionis
23 Orionis (m Orionis), também chamada de Cibele Laranja, é uma estrela na direção da Orion. Possui uma ascensão reta de 05h 22m 50.00s e uma declinação de +03° 32′ 40.0″. Sua magnitude aparente é igual a 4.99. Considerando sua distância de 962 anos-luz em relação à Terra, sua magnitude absoluta é igual a 3.58. Pertence à classe espectral B1V.